# Women’s Tour Down Under
Women’s Tour Down Under – kobiecy kolarski wyścig etapowy rozgrywany corocznie od 2004. Od 2023 jest częścią cyklu najważniejszych zawodów kolarskich dla kobiet – UCI Women’s World Tour.
Oprócz wyścigu kobiecego rozgrywany jest również wyścig męski, należący do cyklu UCI World Tour.

## Zwyciężczynie
Opracowano na podstawie:
| Rok  | Pierwsze             | Drugie               | Trzecie               |          |
| ---- | -------------------- | -------------------- | --------------------- | -------- |
| 2004 | Oenone Wood          | Sara Carrigan        | Olivia Gollan         |          |
| 2005 | Jenny MacPherson     | Rochelle Gilmore     | Alex Rhodes           |          |
| 2006 | Jenny MacPherson     | Sally Cowman         | Bridget Evans         |          |
| 2007 | Jenny MacPherson     | Belinda Goss         | Peta Mullens          |          |
| 2011 | Chloe Hosking        | Annette Edmondson    | Nicole Whitburn       |          |
| 2012 | Judith Arndt         | Rebecca Werner       | Alex Rhodes           |          |
| 2013 | Kimberley Wells      | Nicole Whitburn      | Jenny MacPherson      |          |
| 2014 | Loes Gunnewijk       | Valentina Scandolara | Amanda Spratt         |          |
| 2015 | Valentina Scandolara | Melissa Hoskins      | Loren Rowney          |          |
| 2016 | Katrin Garfoot       | Shelley Olds         | Lauren Kitchen        |          |
| 2017 | Amanda Spratt        | Janneke Ensing       | Kirsten Wild          |          |
| 2018 | Amanda Spratt        | Lauren Stephens      | Katrin Garfoot        |          |
| 2019 | Amanda Spratt        | Lucy Kennedy         | Rachel Neylan         |          |
| 2020 | Ruth Winder          | Liane Lippert        | Amanda Spratt         |          |
| 2021 | odwołany             | odwołany             | odwołany              | odwołany |
| 2022 | odwołany             | odwołany             | odwołany              | odwołany |
| 2023 | Grace Brown          | Amanda Spratt        | Georgia Williams      |          |
| 2024 | Sarah Gigante        | Nienke Vinke         | Neve Bradbury         |          |
| 2025 | Noemi Rüegg          | Silke Smulders       | Mie Bjørndal Ottestad |          |